# Bouillargues
 Bouillargues  es una población y comuna francesa, situada en la región de Languedoc-Rosellón, departamento de Gard, en el distrito de Nimes y cantón de La Vistrenque.

## Demografía
| 1520 | 1935 | 2853 | 3720 | 4336 | 5253 |
| Para los censos de 1962 a 1999 la población legal corresponde a la población sin duplicidades (Fuente: INSEE [Consultar]) |      |      |      |      |      |

## Personajes vinculados
- Madeleine Brès, primera mujer médico de Francia.